# Khlebni (Rostov)
|  | Per a altres significats, vegeu «Khlebni». |

Khlebni (en rus: Хлебный) és un poble (un possiólok) de l'óblast de Rostov, a Rússia, que en el cens del 2010 tenia 179 habitants, pertany al districte de Salsk.